# Chil Mordechaj Rozenberg
Chil Mordechaj Rozenberg pseud. Szymon (ur. 21 kwietnia 1900 w Pułtusku, zm. prawdopodobnie w 1936 w ZSRR) – działacz Związku Młodzieży Komunistycznej (ZMK) i KPP, poseł na Sejm III kadencji II RP, członek Klubu Komunistycznej Frakcji Poselskiej.

## Życiorys
Pochodził z biednej rodziny żydowskiej, był synem Dawida Mendla i Estery. W 1917 został członkiem Poalej Syjon, a w 1919 wstąpił do KPRP/KPP. W latach 1921–1922 studiował w moskiewskim Komunistycznym Uniwersytecie Mniejszości Narodowych Zachodu (KUMNZ). Po powrocie do kraju wstąpił do ZMK i do żydowskiego Związku Zawodowego Robotników w Branży Metalowej, aresztowany i skazany na 4 lata więzienia. Członek komisji do spraw żydowskich związków zawodowych przy Wydziale Zawodowym Okręgowego Komitetu (OK) KPP w Łodzi, później sekretarz Wydziału Zawodowego przy Biurze Żydowskim OK KPP. Działał głównie w tzw. frakcji czerwonej, czyli grupującej głównie działaczy związków zawodowych (obsługiwanych przez niego z ramienia KPP), przede wszystkim Związku Zawodowym Robotników Przemysłu Odzieżowego i Związku Zawodowego Robotników i Robotnic Przemysłu Włókienniczego. W 1929 wybrano go do zarządu głównego "czerwonego związku włókniarzy" związanego z KPP. Po wyborach do Sejmu w listopadzie 1932 wraz z Władysławem Daneckim i Stanisławem Burzyńskim został posłem z komunistycznej listy "Jedność Robotniczo-Chłopska" w okręgu Łódź. Jako członek Klubu Komunistycznej Frakcji Poselskiej wygłosił w Sejmie kilkanaście przemówień. Organizował też wiece poselskie przed fabrykami w Łodzi, Warszawie i Zagłębiu Dąbrowskim. Mimo że od 1932 mieszkał w Warszawie, nadal uczestniczył w większych akcjach łódzkich robotników, m.in. we współorganizowanym przez niego powszechnym strajku włókniarzy w marcu 1933. Latem 1935 na polecenie KC KPP udał się wraz z innymi posłami komunistycznymi do ZSRR i wziął udział w VII Kongresie Kominternu w Moskwie. W 1936 został dyrektorem fabryki włókienniczej w Alma-Acie, wkrótce potem został aresztowany przez NKWD, oskarżony i stracony w bliżej nieznanych okolicznościach. W 1956 został pośmiertnie zrehabilitowany na XX Zjeździe KPZR.